# あさかぜ (護衛艦)
あさかぜ（ローマ字：JDS Asakaze, DDG-169）は、海上自衛隊の護衛艦。たちかぜ型護衛艦の2番艦。艦名は「日の出後しばらくの間､陸上から海上､または山頂から山麓に向かって吹く風」に由来し、この名を受け継ぐ日本の艦艇としては旧海軍神風型駆逐艦 (初代)「朝風」、神風型駆逐艦 (2代)「朝風」、あさかぜ型護衛艦「あさかぜ」（DD-181）に続き4代目である。

## 艦歴
「あさかぜ」は、第4次防衛力整備計画に基づく昭和48年度計画3,800トン護衛艦2309号艦として、三菱重工業長崎造船所で1976年5月27日に起工され、1977年10月15日に進水、1979年3月27日に就役し、第1護衛隊群に直轄艦として編入され横須賀に配備された。
1979年8月10日から12月11日の間、ターター装置装備認定試験（SQT）のため、米国ロングビーチに派遣
1981年3月27日、第1護衛隊群隷下に第61護衛隊が新編され「あまつかぜ」とともに編入された。
1982年、1984年、1988年に環太平洋合同演習（リムパック）に参加。
1982年11月2日から12月2日の間、護衛艦「はるな」、「しらね」及びP-2J 8機とともにハワイ派遣訓練に参加。
1985年4月25日から7月13日の間、護衛艦「しらね」、「さわかぜ」とともに米国派遣訓練に参加。
1991年6月27日から8月28日の間、護衛艦「くらま」、「せとぎり」とともに米国派遣訓練に参加。
1995年3月16日、第4護衛隊群隷下に第64護衛隊が新編され「たちかぜ」とともに編入された。
1998年3月20日、定係港が佐世保に転籍。
2002年7月1日、テロ対策特別措置法に基づき、護衛艦「いなづま」と共にインド洋に派遣、同年10月29日に帰国した。
2004年、リムパックに参加。
2008年3月12日、あたご型護衛艦「あしがら」の就役に併せて除籍された。
就役中に地球約36周分にあたる72万9,187海里を航行し、環太平洋合同演習（リムパック）に4度参加した。
除籍後は2008年4月から佐世保基地沖の佐世保湾内で係留されていたが、2009年8月中旬に佐賀県伊万里市の伊万里港へ曳航され、同港内で解体が始まり、翌2010年3月に解体を完了した。

### 歴代艦長
| 代 | 氏名       | 在任期間                | 出身校・期          | 前職                                         | 後職                                  | 備考                 |
| -- | ---------- | ----------------------- | ------------------- | -------------------------------------------- | ------------------------------------- | -------------------- |
| 01 | 天沼正光   | 1979.3.27 - 1980.7.31   | 3期幹候             | あさかぜ艤装員長                             | 佐世保地方総監部付                    | 1等海佐              |
| 02 | 山口善松   | 1980.8.1 - 1981.11.3    | 防大1期             | 第3海上訓練指導隊副長 兼 指導部長            | 開発指導隊群付                        | 1981.1.1 1等海佐昇任 |
| 03 | 井上 哲    | 1981.11.4 - 1983.11.23  | 防大4期             | しらね副長                                   | 第32護衛隊司令                        | 1983.1.1 1等海佐昇任 |
| 04 | 藤原弘之   | 1983.11.24 - 1986.1.9   | 防大5期             | 海上幕僚監部防衛部防衛課                     | しらね艦長                            | 1985.7.1 1等海佐昇任 |
| 05 | 今道昌信   | 1986.1.10 - 1987.7.31   | 防大6期             | 海上自衛隊幹部学校教官                       | 海上自衛隊第1術科学校 研究部長        | 1等海佐              |
| 06 | 日原哲兵   | 1987.8.1 - 1988.12.14   | 防大10期            | 第1護衛隊群司令部付                          | 海上幕僚監部人事教育部 教育課教育班長 | 1等海佐              |
| 07 | 才原晧央   | 1988.12.15 - 1989.12.14 | 鳥取大・ 16期幹候   | 海上幕僚監部防衛部通信課                     | かとり艦長                            |                      |
| 08 | 堀内洋治   | 1989.12.15 - 1991.12.15 | 防大9期             | 呉地方総監部管理部人事課長                   | はまな艦長                            | 1991.7.1 1等海佐昇任 |
| 09 | 濱田良昭   | 1991.12.16 - 1993.3.23  | 防大13期            | 海上幕僚監部調査第2課第2班長                 | プログラム業務隊副長                  | 1992.7.1 1等海佐昇任 |
| 10 | 保井信治   | 1993.3.24 - 1994.8.29   | 防大16期            | 佐世保地方総監部防衛部 第3幕僚室長           | みょうこう艤装員長                    | 1等海佐              |
| 11 | 寺田世紀男 | 1994.8.30 - 1996.8.19   |                     | 護衛艦隊司令部幕僚                           | 大湊地方総監部管理部人事課長          |                      |
| 12 | 薮田 隆    | 1996.8.20 - 1998.8.19   | 防大16期            | 自衛艦隊司令部幕僚                           | 海上自衛隊幹部学校研究部員            |                      |
| 13 | 石川雅敏   | 1998.8.20 - 1999.12.19  | 防大17期            | 海上幕僚監部人事教育部教育課 兼 統合幕僚学校 | 第1護衛隊司令                         | 1等海佐              |
| 14 | 外村尚敏   | 1999.12.20 - 2000.12.7  | 防大19期            | 防衛研究所所員                               | 阪神基地隊                            | 1等海佐              |
| 15 | 御厨清志   | 2000.12.8 - 2001.12.11  | 愛知工大・ 25期幹候 | 開発指導隊群司令部幕僚                       | 阪神基地隊副長                        | 2001.1.1 1等海佐昇任 |
| 16 | 増田拓治   | 2001.12.12 - 2002.10.29 |                     | むらさめ艦長                                 |                                       |                      |
| 17 | 松浦正幸   | 2002.10.30 - 2004.8.19  | 防大21期            | 佐世保地方総監部防衛部 第3幕僚室長           | 佐世保地方総監部監察官                | 2003.7.1 1等海佐昇任 |
| 18 | 濱田暢喜   | 2004.8.20 - 2006.3.26   | 防大24期            | 海上幕僚監防衛部運用課訓練班長               | 自衛隊長崎地方協力本部長              |                      |
| 19 | 三輪一雅   | 2006.3.27 - 2008.3.12   | 防大27期            | 第3護衛隊群司令部幕僚                        | 海上自衛隊幹部学校                    |                      |

## ギャラリー

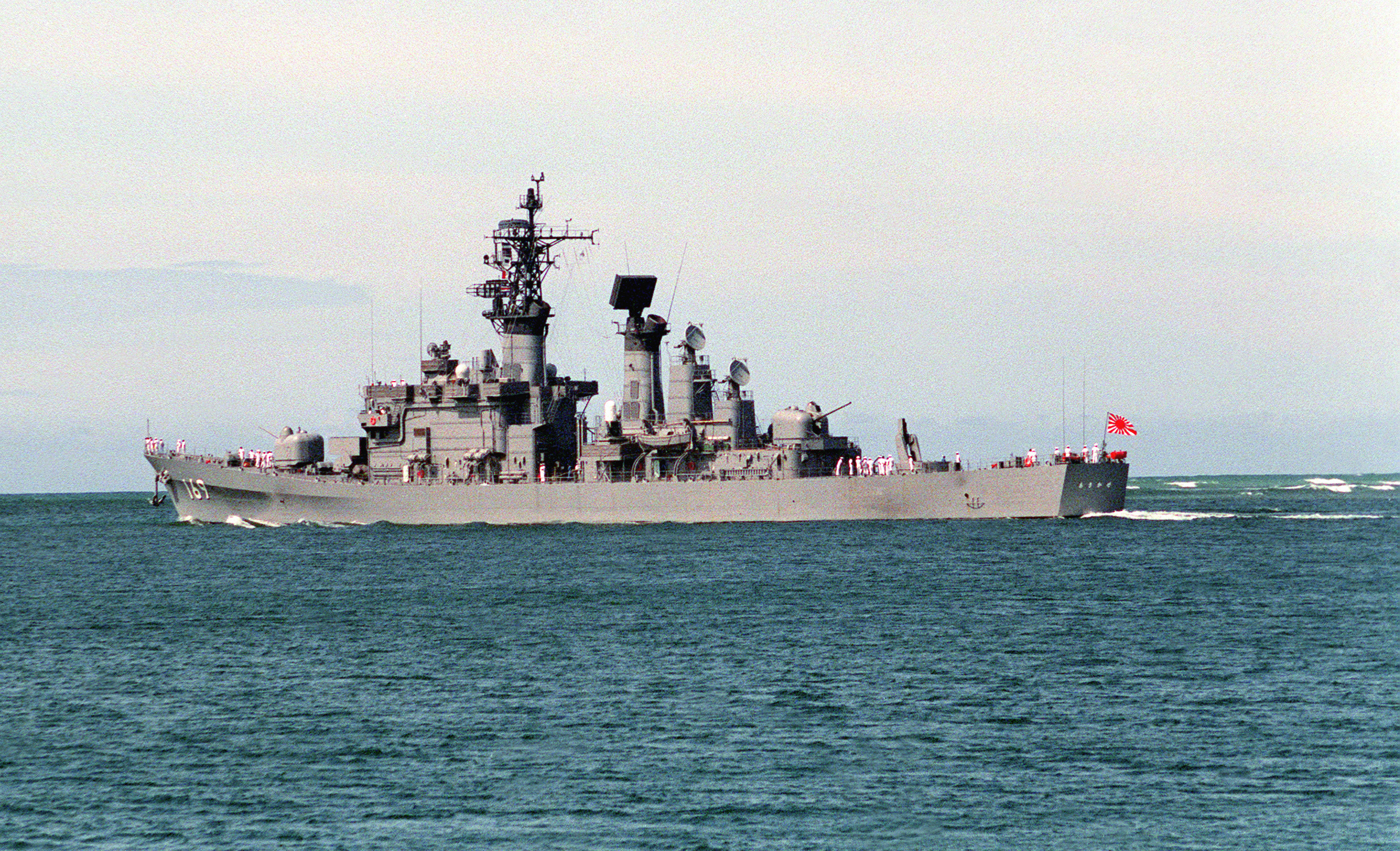
ハワイ沖にて（1991年）
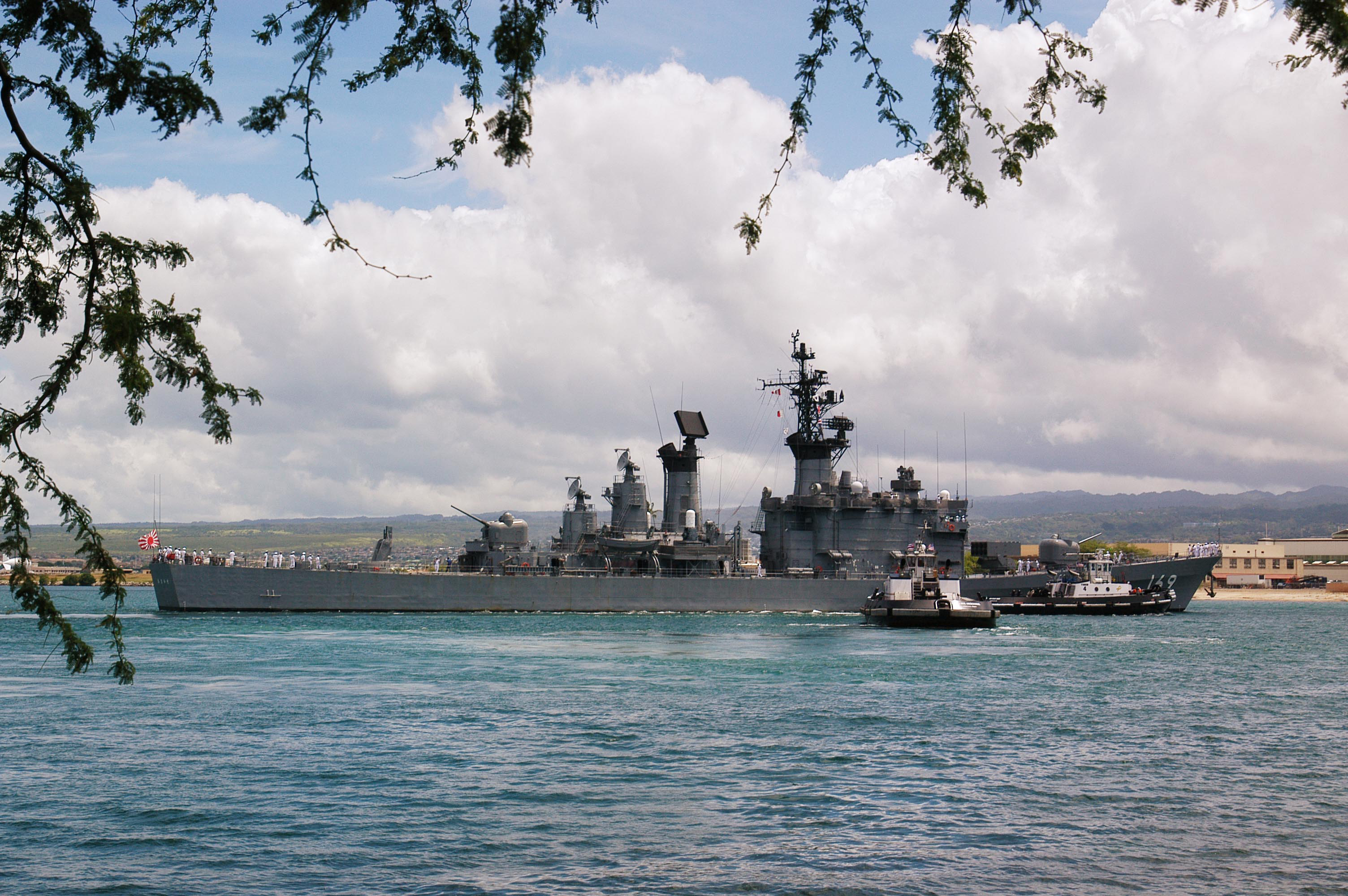
リムパック2004参加のため真珠湾に寄港
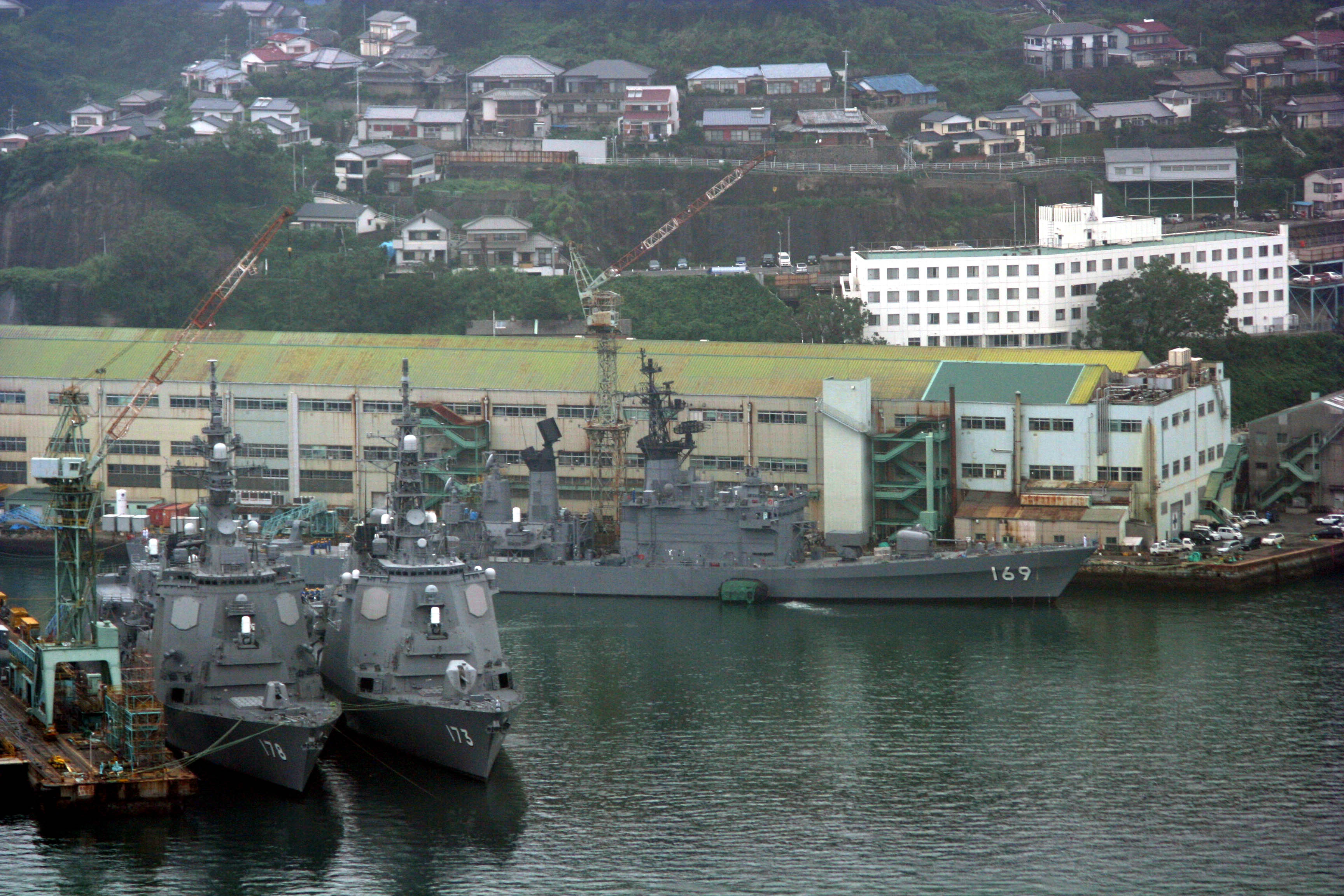
長崎港にて
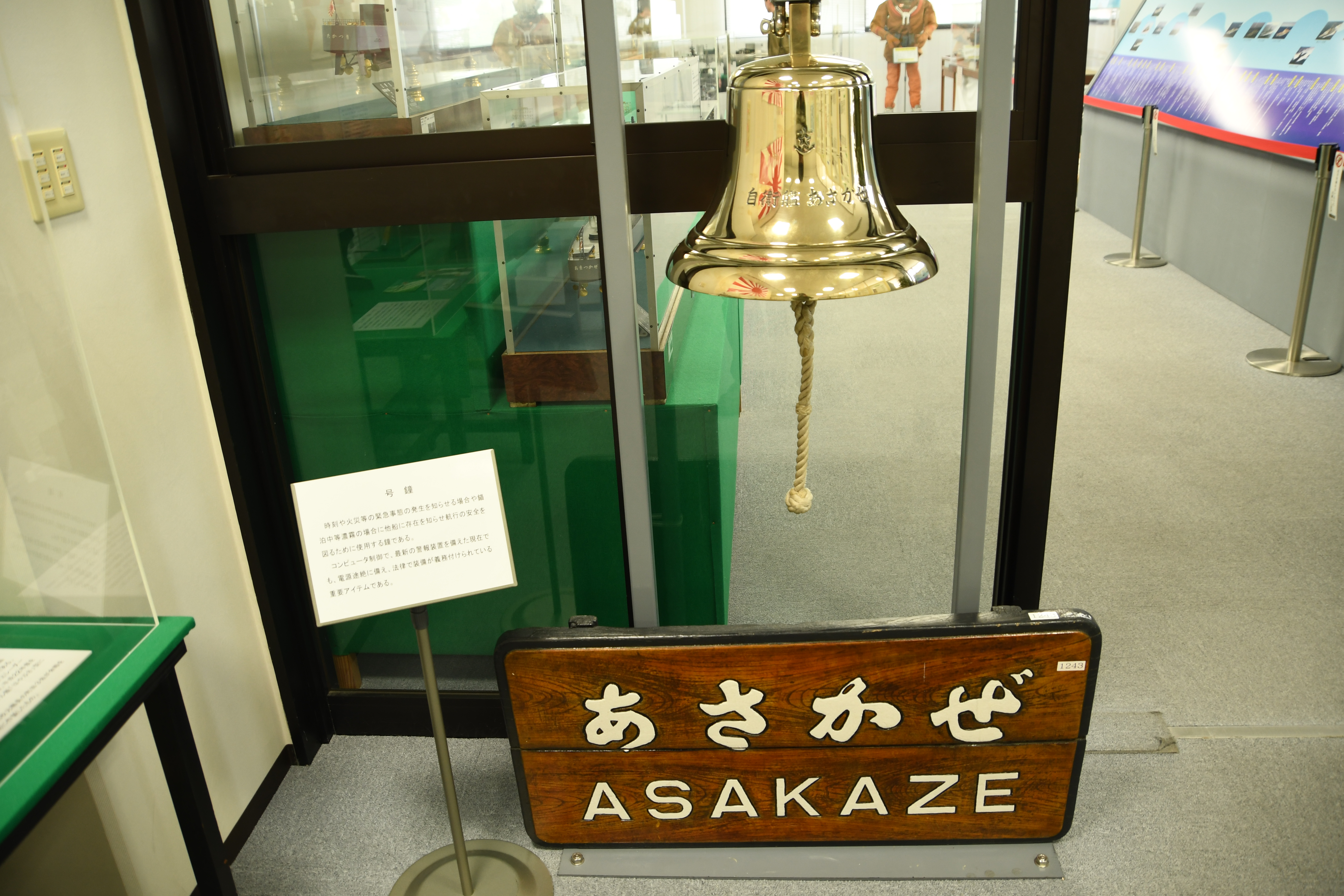
「あさかぜ」の号鐘。海上自衛隊第1術科学校、江田島クラブ2階